# 利尼史特朗體育會
利尼史特朗體育會（挪威語：Lillestrøm Sportsklubb），是挪威利勒斯特倫市镇的足球會，於1917年4月2日成立。他們的主場館是阿拉森球場，有12,250個座位。俱乐部现参加挪威足球超级联赛。

## 歷史
利尼史特朗於1917年4月2日成立，由該市兩家球會合併。利尼史特朗擁有一項最長時間停留於挪威足球超級聯賽而沒有降班的紀錄（从1975年到2019年，共45个赛季）。多年來，球會約有40名球員曾代表挪威國家隊比賽，同時也擁有很多代表其他國家的國腳，計有瑞典、冰島、塞內加爾、芬蘭、馬爾他、澳洲、南非、斯洛文尼亞、突尼斯、加拿大和尼日利亞。
利尼史特朗曾經五次獲得挪超聯賽冠軍，最近一次在1989年，其餘的在1986年、1977年、1976年和1959年。另外，利尼史特朗也在1977年、1978年、1981年、1985年獲得挪威杯冠軍。
雖然利尼史特朗的主場館阿拉森球場有12,250個座位，但平均每場入場人數只有略多於8,000人。在1977年9月14日，利尼史特朗和阿積士在歐洲聯賽冠軍杯第一圈對陣，利尼史特朗首回合在以2–0擊敗對手。這場賽事吸引了超過20,000人入場，是利尼史特朗一直保持國內最多入場的紀錄。但是利尼史特朗次回合在阿積士主場以0–4告負，未能晉級。

## 榮譽
- 挪威足球超級聯賽:
  - 冠軍(5): 1959、1976、1977、1986、1989
  - 亞軍(8): 1959-60、1978、1983、1985、1988、1994、1996、2001
- 挪威盃:
  - 冠軍(6): 1977, 1978, 1981, 1985, 2007, 2017
  - 亞軍(8): 1953、1955、1958、1980、1986、1992、2005, 2023
- 皇家聯賽:
  - 亞軍(1): 2005-06

## 外部連結
- （页面存档备份，存于）-官方網站
- （页面存档备份，存于）-官方球迷會網站
- （页面存档备份，存于）-利尼史特朗消息來源網站
- （页面存档备份，存于）-利尼史特朗的歷史
- （页面存档备份，存于）-官方商店